# Fritz Van Averbeke
Fritz Van Averbeke, ook aangeduid als Frederik, Frans en Frits (4 mei 1905 - onbekend), was een Belgisch architect.
Samen met zijn broer Robert stapte Fritz in de voetstappen van zijn vader architect en stadsbouwmeester van Antwerpen Emiel Van Averbeke.
Robert en Fritz deden in 1925 mee aan de architectuurwedstrijd voor het ontwerp van de (eerste) IJzertoren. Met een ontwerp gebaseerd op de schetsen van Joe English wonnen ze de wedstrijd en werd hun ontwerp later uitgevoerd. Later richtte Fritz zich op restauratie, waarin hij onder andere meerdere monumenten van onroerend erfgoed in de Antwerpse Lange Gasthuisstraat restaureerde.

## Ontwerpen(selectie)
- 1925: Ontwerp eerste IJzertoren
- 1925: Oorlogsmonument in Kerkstraat, op plein voor Sint-Martinuskerk te Duffel
- 1928: Villa "Les Arondes", Prins Karellaan 11, Knokke
- 1937: Bejaardenwoningen en sociaal woonblok van Onze Woning, Durletstraat, Antwerpen
- 1941: Restauratie van kapel en klooster van het Sint-Elisabethgasthuis, Lange Gasthuisstraat 43-45, Leopoldstraat 26, Antwerpen
- 1949-1953: Restauratie van het Maagdenhuis, Lange Gasthuisstraat 33, Antwerpen
- 1958-1968: Restauratie van het het hele complex van het Sint-Niklaasgodshuis inclusief Sint-Niklaaskapel, Lange Nieuwstraat 3, Sint-Nicolaasplaats 1-9, 2-10, Antwerpen